# Sportler des Jahres (Lettland)
Die lettischen Sportler des Jahres (lettisch Latvijas Gada balva sportā) werden jährlich seit 2005 von der Igo Japiņa Sporta aģentūra und dem Nationalen Olympischen Komitee gewählt.
Rekordgewinner ist der Skeletonpilot Martins Dukurs mit sechs Auszeichnungen, die er zwischen 2010 und 2019 erhielt.
| Jahr | Sportler                          | Erfolge | Sportlerin                             | Erfolge |
| ---- | --------------------------------- | --- | -------------------------------------- | --- |
| 2022 | Deniss Vasiļjevs (Eiskunstlauf)   | | Tīna Graudiņa (Beachvolleyball)        | |
| 2021 | Kārlis Lasmanis (Basketball)      | Olympiasieger in Tokio mit der lettischen 3×3-Basketballmannschaft | Tīna Graudiņa (Beachvolleyball)        | Halbfinale bei den Olympischen Spielen in Tokio und bei den Europameisterschaften in Wien |
| 2020 | Mairis Briedis (Boxen)            | Mit dem Sieg gegen Yunier Dorticos IBF-Titelträger im Cruisergewicht. Er erreichte in der von The Ring geführten Rangliste den ersten Platz.                                                                                             | Patrīcija Eiduka (Skilanglauf)         | Gewann zwei Continental-Cup-Rennen und erreichte einmal die Top Ten in einem Weltcuprennen. |
| 2019 | Martins Dukurs (Skeleton)         | Weltmeister in Whistler, Europameister in Igls, dritter Platz im Gesamtweltcup, Sieger von 1 Weltcuprennen im Kalenderjahr | Anastasija Sevastova (Tennis)          | Erreichte das Achtelfinale bei den Australian Open und French Open, höchste Ranglistenplatzierung 11 |
| 2018 | Oskars Melbārdis (Bobsport)       | Bronzemedaillengewinner bei den Olympischen Spielen in Pyeongchang im Zweierbob, Bronzemedaillengewinner bei den Europameisterschaften in Igls, Melbārdis war bei den Erfolgen jeweils Pilot                                             | Anastasija Sevastova (Tennis)          | Erreichte das Halbfinale bei den US Open, 1 WTA-Turniersieg, höchste Ranglistenplatzierung 11 |
| 2017 | Kristaps Porziņģis (Basketball)   | Stammspieler in der NBA bei den New York Knicks, warf die drittmeisten Körbe bei den Europameisterschaften, Gewinner der NBA Skills Challenge                                                                                            | Jeļena Ostapenko (Tennis)              | Gewinnerin der French Open, WTA-Aufsteigerin des Jahres, zwei Turniersiege, höchste Ranglistenplatzierung 7 |
| 2016 | Kristaps Porziņģis (Basketball)   | Stammspieler in der NBA bei den New York Knicks, wurde ins NBA Rookie Team der Saison gewählt | Laura Ikauniece-Admidiņa (Siebenkampf) | Verbesserung des Landesrekord im Siebenkampf auf 6622 Punkte, vierter Platz bei den Olympischen Spielen in Rio de Janeiro |
| 2015 | Martins Dukurs (Skeleton)         | Weltmeister in Winterberg, Europameister in La Plagne, Gesamtweltcupsieger, Sieger von 7 Weltcuprennen im Kalenderjahr | Laura Ikauniece-Admidiņa (Siebenkampf) | Bronzemedaillengewinnerin im Siebenkampf bei den Weltmeisterschaften in Peking mit Landesrekord (6516 Punkte) |
| 2014 | Martins Dukurs (Skeleton)         | Europameister in Königssee, olympischer Silbermedaillengewinner in Sotschi, Gesamtweltcupsieger, Sieger von 7 Weltcuprennen im Kalenderjahr                                                                                              | Anastasija Grigorjeva (Ringen)         | Europameisterin in der Gewichtsklasse bis 63 kg in Vantaa, Bronzemedaille bei den Weltmeisterschaften in der Gewichtsklasse bis 63 kg in Taschkent, zeitweise Nummer 1 der Weltrangliste                                                     |
| 2013 | Martins Dukurs (Skeleton)         | Europameister in Igls, Vizeweltmeister in St. Moritz, Gesamtweltcupsieger, Sieger von 5 Weltcuprennen im Kalenderjahr | Anastasija Grigorjeva (Ringen)         | Europameisterin in der Gewichtsklasse bis 63 kg in Tiflis |
| 2012 | Māris Štrombergs (BMX)            | Olympiasieger beim BMX-Rennen in London, verteidigte damit seinen Titel aus 2008 | Ineta Radēviča (Weitsprung)            | verpasste bei den Olympischen Spielen im Weitsprung in London die Bronzemedaille um 1 cm (2018 wurde sie nachträglich des Dopings überführt und disqualifiziert)                                                                             |
| 2011 | Martins Dukurs (Skeleton)         | Weltmeister in Königssee, Europameister in Winterberg, Gesamtweltcupsieger, Sieger von 7 Weltcuprennen im Kalenderjahr | Ineta Radēviča (Weitsprung)            | Vizeweltmeisterin im Weitsprung in Daegu |
| 2010 | Martins Dukurs (Skeleton)         | Europameister in Igls, olympischer Silbermedaillengewinner in Vancouver, Gesamtweltcupsieger, Sieger von 3 Weltcuprennen im Kalenderjahr                                                                                                 | Ineta Radēviča (Weitsprung)            | Europameisterin im Weitsprung in Barcelona mit neuem lettischen Rekord (6,92 Meter) |
| 2009 | Jānis Miņins (Bobsport)           | Pilot des Bronze-Viererbobs bei den Weltmeisterschaften in Lake Placid, zweiter Platz im Gesamtweltcup im Viererbob, 1 Weltcupsieg als Pilot im Viererbob                                                                                | Anete Jēkabsone-Žogota (Basketball)    | erreichte mit dem lettischen Basketballteam das Viertelfinale bei den Europameisterschaften in Lettland (zweitmeiste Punkte/Spiel mit 20,3 und drittmeiste Assists/Spiel mit 3,9 bei diesem Turnier), wurde in das Team des Turniers gewählt |
| 2008 | Māris Štrombergs (BMX)            | Olympiasieger beim BMX-Rennen in Peking | Anete Jēkabsone-Žogota (Basketball)    | erreichte mit dem lettischen Basketballteam das Halbfinale bei den Olympischen Spielen in Peking (viertmeiste Punkte/Spiel mit 15,8 und zweitmeiste Assists/Spiel mit 4,0 bei diesem Turnier)                                                |
| 2007 | Viktors Ščerbatihs (Gewichtheben) | Weltmeister in der Gewichtsklasse über 105 kg in der Kategorie Reißen (202 kg) und Zweikampf (442 kg), Gewinner der Bronzemedaille bei derselben Weltmeisterschaft in Chiang Mai im Stoßen (240 kg)                                      | Jeļena Prokopčuka (Marathonlauf)       | zweiter Platz beim Boston-Marathon, dritter Platz beim New-York-City-Marathon |
| 2006 | Mārtiņš Rubenis (Rennrodeln)      | Bronzemedaille im Rennrodel-Einsitzer bei den Olympischen Spielen in Turin, Bronzemedaille im Mixed-Team bei den Europameisterschaften in Winterberg                                                                                     | Jeļena Prokopčuka (Marathonlauf)       | Gewinnerin des New-York-City-Marathons, zweiter Platz beim Boston-Marathon |
| 2005 | Viktors Ščerbatihs (Gewichtheben) | Europameister in der Gewichtsklasse über 105 kg im Stoßen (250 kg) und Zweikampf (450 kg), Vizeeuropameister bei derselben Europameisterschaft im Reißen (200 kg), stellte einen neuen lettischen Landesrekord im Zweikampf auf (465 kg) | Jeļena Prokopčuka (Marathonlauf)       | Gewinnerin des New-York-City-Marathons, Gewinnerin Osaka Women’s Marathon mit nationalem Rekord 2:22:56 h |